# Alexandre Debelle

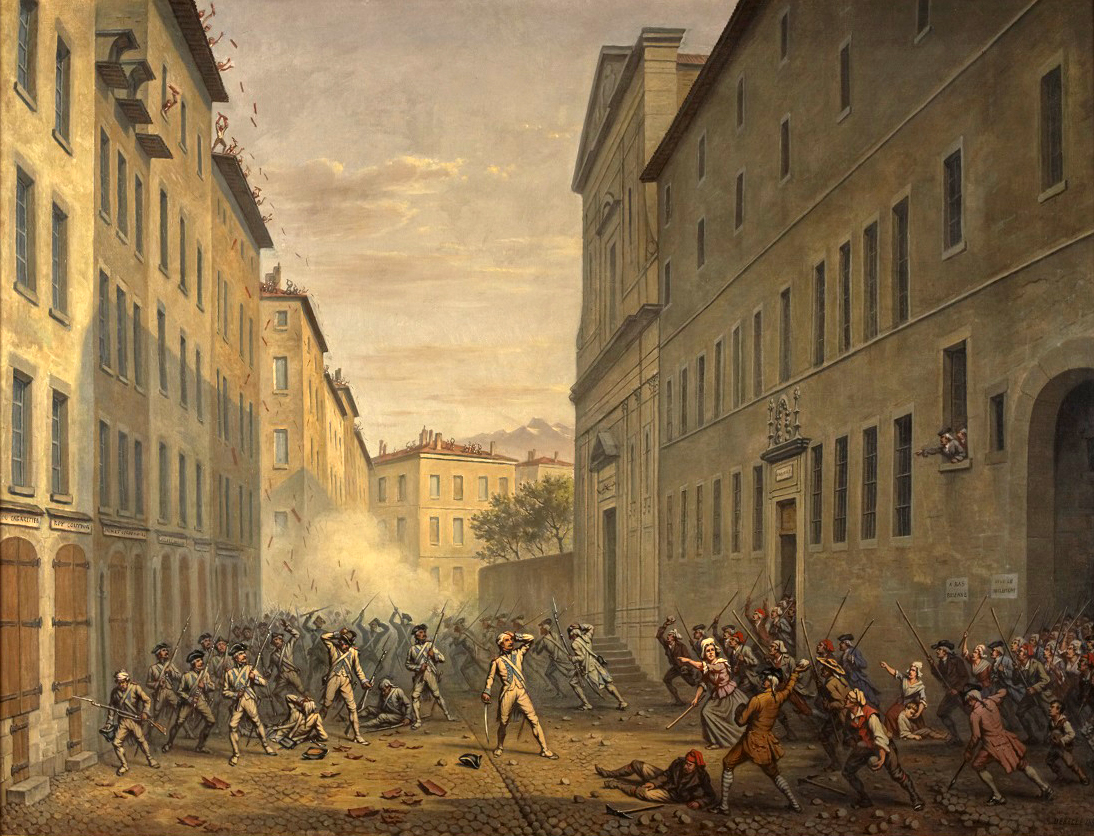
Jornada de las Tejas, (Museo de la Revolución francesa)

Alexandre Joseph Michel François Debelle (21 de diciembre de 1805, Voreppe – 22 de julio de 1897, Grenoble) fue un pintor, diseñador y litógrafo francés.

## Biografía
Nació en el seno de una noble familia de militares. Su padre, José Guillaume Debelle (1779-1816), fue un Capitán de la Grande Armée. Después de 1816, Alexandre fue criado por su tío, César Alejandro Debelle (Barón de Gachetière), que se convirtió en su tutor.
Originalmente estudió derecho en la Universidad de Grenoble. En 1830, decidió que en lugar de ser un artista, y estudió con Benjamin Rolland, curador de arte en el Museo de Grenoble. Inicialmente un artista del paisaje, se dedicó a escenas naturales, con y sin estructuras, de todo el Delfinado. Publicó más tarde un álbum de cuatro volúmenes con litografías como una guía turística para la zona.
Además de sus primeros estudios, trabajó también con Antoine-Jean Gros y Camille Roqueplan , pero, en 1832, no pudo aprobar la admisión a la École des Beaux-Arts de París. Finalmente, en 1837, fue capaz de exponer en el Louvre y se trasladó a París, donde continuó exhibiendo hasta 1848. Después de 1839, se  pasó a la pintura histórica; principalmente escenas del período revolucionario. Estas llegarían a ser sus obras más conocidas.
En 1853, después de su jubilación, fue nombrado curador del Museo de Grenoble y permaneció allí hasta 1887. Mientras trabajaba allí, promovió la obra de artistas locales; incluyendo Jacques Gay, Jean Achard, Enrique Blanc-Fontaine, Diodore Rahoult y Théodore Ravanat. En la década de 1860, fue capaz de viajar por toda la región Mediterránea, elaborando varias pinturas sobre el Norte de África. De 1870 a 1872, él y el bibliotecario Hyacinthe Gariel organizaron la mudanza del museo a un nuevo edificio, diseñado por Charles-Auguste Questel (ahora conocido como el  Musée-bibliothèque de Grenoble).